# Jung Hae-kyun
Jung Hae-kyun (Hangul: 정해균; 16 de agosto de 1968) es un veterano actor surcoreano.

## Biografía
Estudió teatro en el Instituto de las Artes de Seúl (Seoul Institute of the Arts).

## Carrera
Es miembro de la agencia Management Esang (매니지먼트 이상).
En enero del 2016 se unió al elenco recurrente de la serie Signal donde interpretó a Ahn Chi-soo, el jefe de la unidad de crímenes violentos, hasta el final de la serie en marzo del mismo año. En junio del mismo año se unió al elenco recurrente de la serie Doctors donde dio vida a Yoo Min-ho, el padre biológico de la doctora Yoo Hye-jung (Park Shin-hye) y de Yoo Yoo-na (Han Bo-bae). En agosto del mismo año se unió al elenco recurrente de la serie Love in the Moonlight donde interpretó a Hong Gyeong-nae, un líder rebelde y miembro del clan Hong.
En mayo de 2017 se unió al elenco recurrente de la serie The Emperor: Owner of the Mask donde dio vida al padre del plebeyo Lee Sun (Kim Myung-soo). En agosto del mismo año se unió al elenco recurrente de la serie Save Me donde interpretó a Im Joo-ho, el padre de Im Sang-mi (Seo Ye-ji).
En marzo de 2018 se unió al elenco recurrente de la serie My Mister donde dio vida a Park Dong-woon, uno de los directores ejecutivos de la compañía. En septiembre del mismo año se unió al elenco recurrente de la serie 100 Days My Prince (también conocida como "Dear Husband of 100 Days") donde interpretó al señor Yoon, el amoroso padre adoptivo de Yeon Hong-shim (Nam Ji-hyun) y el único que al inicio conoce la verdad sobre su identidad.
En marzo de 2019 se unió al elenco recurrente de la serie Kill It donde dio vida a Do Jae-hwan, el CEO de "Sehan FT Group" y padre de la inspectora de la policía Do Hyun-jin (Nana).En septiembre del mismo año se unió al elenco recurrente de la serie Melting Me Softly donde interpretó a Kim Hong-seok, un miembro de la emisora.En diciembre del mismo año se unió al elenco recurrente de la serie Black Dog: Being A Teacher, donde dio vida a Moon Soo-ho, el tío de Go Ha-neul (Seo Hyun-jin) y el jefe del departamento de asuntos escolares en política de oficina, hasta el final de la serie en febrero del mismo año
En mayo de 2020 se unió al elenco recurrente de la serie Soul Repairer (también conocida como "Fix You") donde interpretó al doctor Park Dae-ha, el jefe de psiquiatría hasta el final de la serie en junio del mismo año.

## Filmografía

### Series de televisión
| Año     | Título                         | Personaje                | Notas                              | Ref.   |
| ------- | ------------------------------ | ------------------------ | ---------------------------------- | ------ |
| 2014    | Angel Eyes                     | Dueño de la casa         | 2 episodios                        |        |
| 2014    | Misaeng                        | Trabajador de la fábrica | Cameo, ep. 16                      |        |
| 2014    | Healer                         | Hwang Jae-gook           |                                    |        |
| 2016    | Puck!                          | Heo Myeong-geun          | 2 episodios                        |        |
| 2016    | Signal                         | Ahn Chi-soo              |                                    |        |
| 2016    | Doctors                        | Yoo Min-ho               |                                    |        |
| 2016    | Love in the Moonlight          | Hong Gyeong-nae          |                                    |        |
| 2017    | The Emperor: Owner of the Mask | Padre de Lee Sun         |                                    |        |
| 2017    | Save Me                        | Im Joo-ho                |                                    |        |
| 2017    | Two Cops                       | Ma Jin-kook              |                                    |        |
| 2018    | Mi señor                       | Park Dong-woon           |                                    |        |
| 2018    | 100 Days My Prince             | Señor Yoon               |                                    |        |
| 2018    | The Smile Has Left Your Eyes   | excolega de Yoo Jin-gook | Aparición especial, ep. 8          |        |
| 2019    | Kill It                        | Do Jae-hwan              | 7 episodios                        |        |
| 2019    | Melting Me Softly              | Kim Hong-seok            |                                    |        |
| 2019    | Psychopath Diary               | Kim Myung-guk            | Aparición especial, tres episodios |        |
| 2019    | Black Dog: Being A Teacher     | Moon Soo-ho              |                                    |        |
| 2020    | Soul Repairer                  | Psiq. Park Dae-ha        |                                    |        |
| 2020    | 18 Again                       | Ejecutivo                | Aparición especial, tres episodios |        |
| 2021    | Like Butterfly                 | Shim Seong-san           |                                    | [ 11 ] |
| 2021    | Dark Hole                      | Im Joo-ho                | Aparición especial, ep. 2          |        |
| 2021-22 | Artificial City                | Cho Kang-hyun            |                                    |        |
| 2024    | La vorágine                    | Jeong Pil-gyu            | Serie web                          | [ 12 ] |
| 2025    | Sin máscaras                   | Choi Geon                | Serie web                          |        |
| 2025    | Si la vida te da mandarinas... | Oh Han-moo               | Serie web                          | [ 13 ] |

### Películas
| Año  | Título                                | Personaje               | Notas                                                                                      | Ref.   |
| ---- | ------------------------------------- | ----------------------- | ------------------------------------------------------------------------------------------ | ------ |
| 2000 | Ghost Taxi                            | "OK"                    |                                                                                            |        |
| 2003 | Once Upon A Time In A Battlefield     | Decodificador de Shilla |                                                                                            |        |
| 2012 | Confession of Murder                  | Jay                     |                                                                                            |        |
| 2013 | Montage                               | Detective Choi          | junto a Uhm Jung-hwa, Kim Sang-kyung, Song young-chang, Lee Jun-hyeok y Park Chul-min      |        |
| 2014 | The Divine Move                       | Atari / "Bullseye"      |                                                                                            |        |
| 2014 | My Dictator                           | "Rey Lear"              |                                                                                            |        |
| 2016 | Life Risking Romance                  | Presidente Ji           | junto a Ha Ji-won, Chun Jung-myung, Chen Bolin, Oh Jung-se y Kim Won-hae                   |        |
| 2017 | The Villainess                        | Jang-chun               | junto a Kim Ok-bin, Shin Ha-kyun, Sung Joon, Kim Seo-hyung y Park Chul-min                 |        |
| 2017 | Along with the Gods: The Two Worlds   | Dios de la Muerte       | junto a Ha Jung-woo, Cha Tae-hyun, Joo Ji-hoon, Kim Hyang-gi, Kim Dong-wook y Im Won-hee   |        |
| 2018 | Along with the Gods: The Last 49 Days | Dios de la Muerte       | junto a Ha Jung-woo, Ju Ji-hoon, Kim Hyang-gi, Ma Dong-seok y Kim Dong-wook                |        |
| 2018 | Unstoppable                           | Presidente Sindical     |                                                                                            |        |
| 2019 | The Culprit                           | Det. Jo Sang-pil        |                                                                                            |        |
| 2019 | The King's Letters                    | Go Yak-hae              | junto a Song Kang-ho, Park Hae-il, Jeon Mi-seon, Kim Jun-han, Cha Rae-hyung y Yoon Jung-il |        |
| 2020 | Close to You                          | -                       |                                                                                            |        |
| 2020 | Me and Me (Close to You)              | Jung Hae-gyun           | junto a Cho Jin-woong, Bae Soo-bin, Shin Dong-mi, Jang Won-young y Lee Sun-bin             | [ 14 ] |
| 2020 | Dirty Money                           | -                       |                                                                                            |        |
| 2022 | Carter                                |                         | junto a Joo Won, Lee Sug-jae y Jung Jae-young                                              |        |

### Programas de variedades
| Año  | Título                  | Notas                 |
| ---- | ----------------------- | --------------------- |
| 2016 | Radio Star (라디오스타) | (ep. #492) - invitado |

### Programas de radio
| Año  | Título                         | Estación | Notas |
| ---- | ------------------------------ | -------- | ----- |
| 2015 | EBS 책 읽는 라디오 낭독 시리즈 | EBS FM   |       |

### Teatro
| Año  | Título           | Personaje  | Notas |
| ---- | ---------------- | ---------- | ----- |
| 2012 | 서울노트         | -          |       |
| 2011 | 삼류배우         | 이영진     |       |
| 2009 | 햄릿             | 클로디어스 |       |
| 2008 | 벚꽃동산         | 로빠힌     |       |
| 2008 | 서울노트         | 큐레이터 2 |       |
| 2007 | 죽도록 죽도록    | 종해       |       |
| 2006 | 하이라이프       | 빌리       |       |
| 2005 | 의자들           | 영감       |       |
| 2004 | 한 여름밤의 꿈   | 가비       |       |
| 2004 | 극단 여행자의 환 | -          |       |

### Revistas / sesiones fotográficas
| Año  | Título            | Notas                                                  | Ref.   |
| ---- | ----------------- | ------------------------------------------------------ | ------ |
| 2017 | High Cut Magazine | junto al elenco de Along with the Gods: The Two Worlds | [ 15 ] |